# Förfinskning
Förfinskning innebär spridning av det finska språket, folket och kulturen eller den politik som kan ha infört denna typ av förändringar. Förfinskning av den finländska staten var ett av den äktfinska rörelsens huvudmål. Inom lingvistiken innebär förfinskning att när ett ord inlånas ifrån ett annat språk, exempelvis svenska, anpassas det till finskans struktur. 

## Förfinskning av offentlig administration
Under den svenska tiden var svenska det språk som i huvudsak användes av all offentlig administration i Finland. Svenska var även borgarnas och adelns språk. Finska talades emellertid av majoriteten av bondeklassen i den  östra rikshalvan. Efter att Kejsardömet Ryssland annekterat Finland 1809 fortsatte svenskan till en början vara det primära språket bland de bildade klasserna och den offentliga administrationen.
Svenska upphörde att vara det enda administrativa språket först 1892 (enligt en lag antagen redan 1863), varefter dess dominans som kultur- och bildningsspråk avtog steg för steg fram till Finlands självständighet 1917. Detta beskrivs som finska språkstriden. I dag är svenska och finska officiellt likställda enligt lag men under 1900-talet har finskan fått ett klart övertag på praktiskt taget alla plan.
År 2015 påbörjades en förfinskning av de sista kvarvarande enspråkigt svenska kommunförvaltningarna. Den allra sista, Närpes kommun fick tvåspråkig administration 2016. Dessa förfinskningar görs främst av ekonomiska skäl då det demografiska underlaget inte kräver tvåspråkighet, tvåspråkiga kommuner får högre statsandelar än enspråkiga.

## Förfinskning av namn

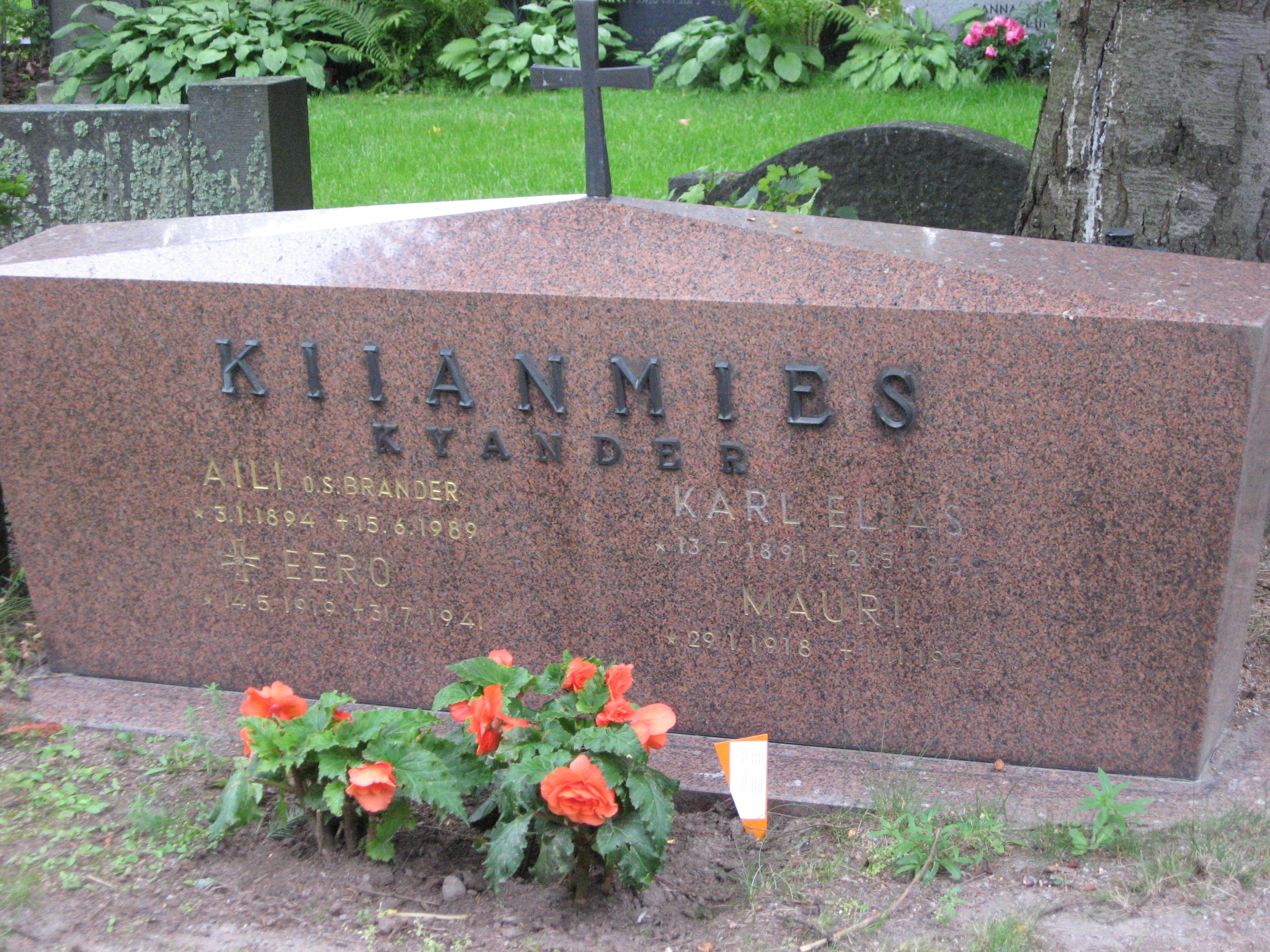
Gravar i Tammerfors, med det svenska efternamnet ‘Kyander’ och den förfinskade varianten ‘Kiianmies’.

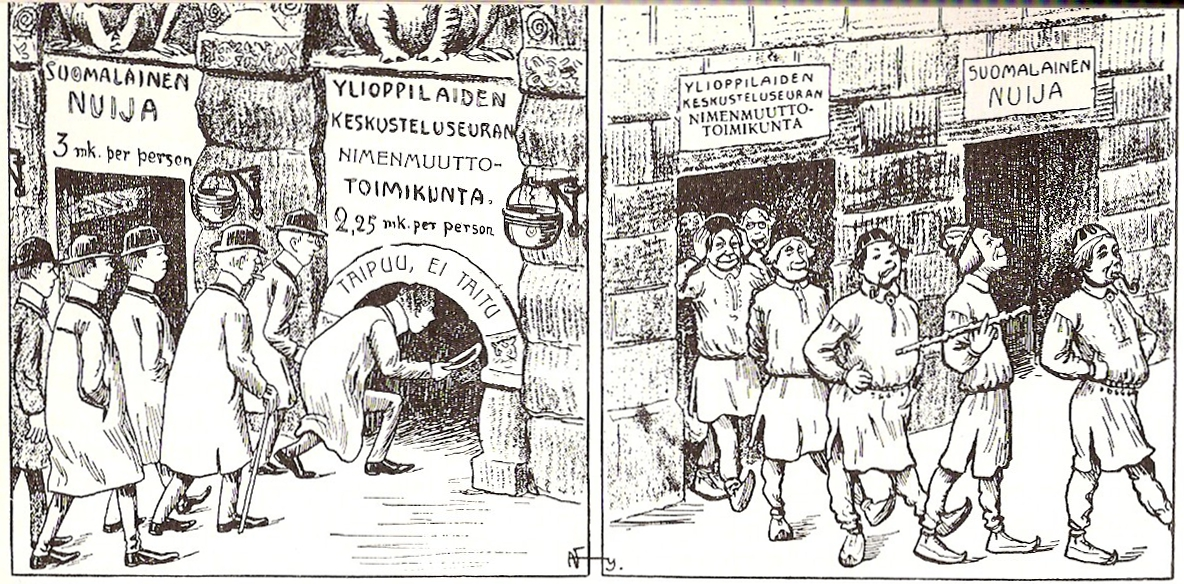
Under inflytande av finskhetsrörelsen förfinskade många ämbetsmän och studenter sina svenska eller utländska släktnamn. Den svenskspråkiga skämttidningen Fyren ironiserar i denna karikatyr över namnändringarna, som förvandlar herremän till egendomliga bondtölpar.

Under en tid präglad av nationalromantiken i Finland förfinskade många människor, särskilt fennomaner sina tidigare svenska efternamn. Sedan åtminstone 1500-talet hade personer, de flesta präster,  som genomgått universitetsutbildning skapat namnformer baserade på grekiska och latin, som Alopaeus, Brander, Kyander, Ulvichius, Zilliacus, etc. Det har inte minst under fennomanins inflytande hävdats att dessa i allmänhet var bondsöner och ursprungligen haft finska namn, men detta är långt ifrån alltid fallet. Latiniseringen av namnen skedde oavsett ursprungligt språk eller stånd. Ofta kan man härleda namnen till den hemortsangivelse som användes av studenter till exempel när de skrev in sig på olika universitet. Archtopolitanus ('Björn' - 'stad') refererar till Björneborg, Carelius till landskapet Karelen, Cajanus till landskapet Kajana, etc. Förfinskningen av dessa gamla bildningssläkters namn har ofta varit fantasifulla och med litet eller inget samband med eventuella 'ursprungliga' finska namn (Brander - Paloheimo, Heikel - Heikinheimo, Kyander - Kiianmies). Typiska borgerliga svenska namn har ofta fått bokstavlig översättning, som Broberg (Siltavuori), eller med referens till hela eller en del av det svenska namnet, som exempelvis författaren Aleksis Kivi ('sten'), vars ursprungliga namn var Alexis Stenvall. 
Korta militära namn som gavs till rekryter då de antingen saknade egentligt efternamn eller deras efternamn varit svåra att uttala för svenska befäl, som Törn, Malm och Brun, har ibland förfinskats till Törni, Malmi, etc. Det bör understrykas, att språkkonflikten i Finland mellan svenska och finska ofta färgar av sig på beskrivningen av dessa fenomen, och att relationen mellan språken och därmed även fenomenet förfinskning varit komplicerad. Inte minst under mellankrigstiden förekom våldsinslag i den infekterade språkstriden mot såväl enskilda som mot offentlig skyltning med svenska.
En märklig händelse inträffade år 1906, då författare Johannes Linnankoski uppmuntrade finländarna att ge upp sina svenska namn den 12 maj, till minne av Johan Vilhelm Snellmans födelsedag. Under 1906 och 1907 bytte cirka 70 000 finländare namn.

## Demografisk förfinskning
Från och med 1800-talets senare år, i och med industrialiseringen av Finland och den där till följande urbaniseringen och demografiska transitionen, invandrade många finnar till traditionellt svenskspråkiga områden. Denna utveckling i kombination med lägre födelsetal hos den finlandssvenska befolkningen och högre emigration bland de svensktalande ledde till en kraftig förfinskning av tidigare svensktalande områden. Orter som Helsingfors och Vasa, som under 1800-talet var nästan helt svenskspråkiga har idag finskspråkiga majoriteter (ca 6 % av Helsingfors befolkning var registrerade som svensktalande år 2013)
Även de traditionellt samisktalande områdena i norra Finland har kraftigt förfinskats, bl.a. till en följd av inflyttning ifrån övriga landet. Finska är numer majoritetsspråk i samtliga kommuner i Samernas hembygdsområde.
I landet som helhet har finsktalande alltid varit i majoritet, andelen har successivt ökat från ca 80 % på 1700-talet till 86,75 % år 1900 och 93,53 % år 1990, som är den hittills högst uppnådda. Sedan 1990 har de finsktalandes andel minskat på grund av invandring av människor med andra modersmål.